# Anna Healy, Baroness Healy of Primrose Hill

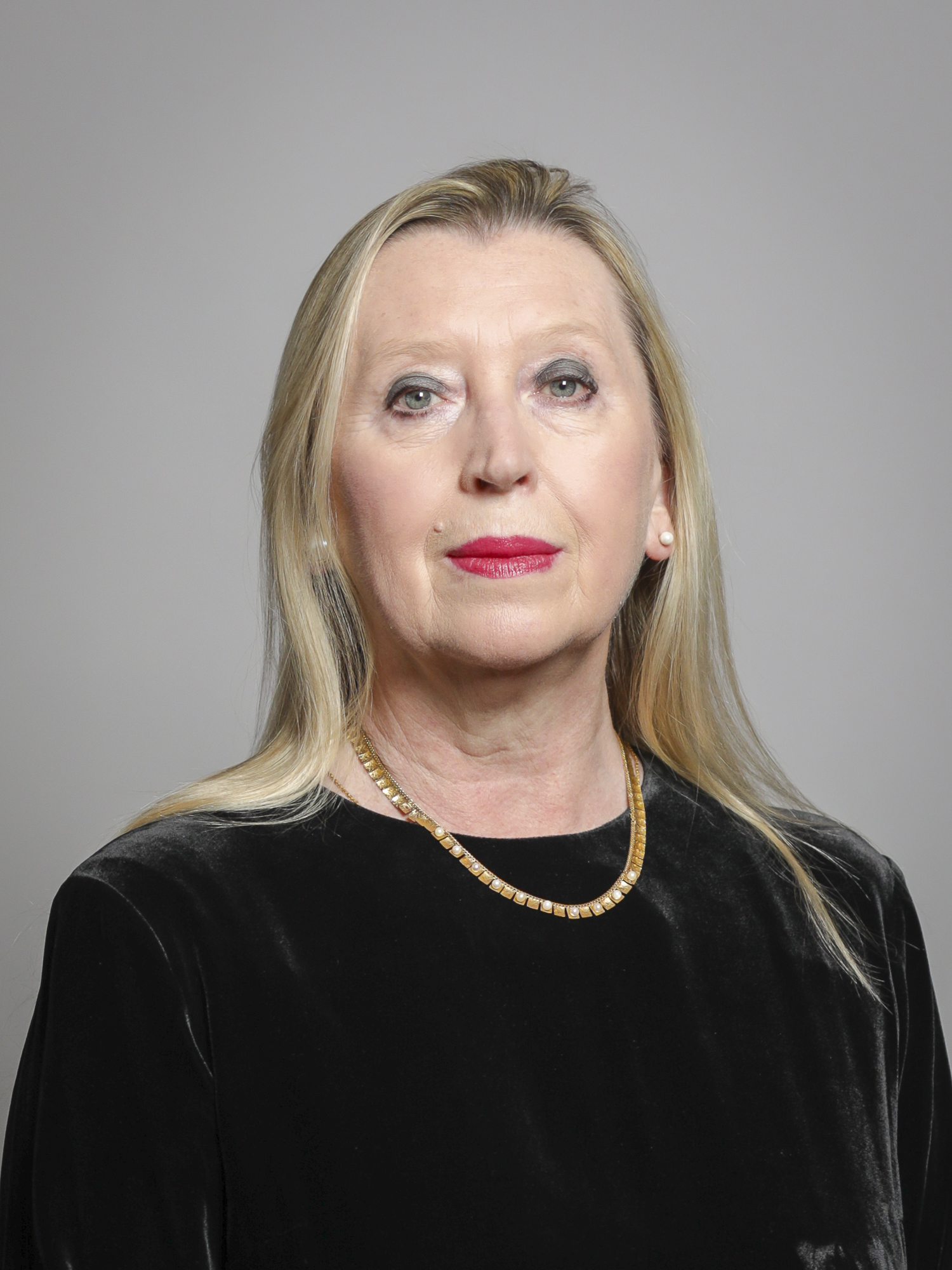
Anna Healy, Baroness Healy of Primrose Hill

Anna Mary Healy, Baroness Healy of Primrose Hill (* 10. Mai 1955) ist eine britische Politikerin der Labour Party und sitzt derzeit im britischen Oberhaus.
Healy arbeitet seit 1978 für die Labour-Partei und war als Beraterin für verschiedene Politiker tätig, darunter Harriet Harman, Mo Mowlam, John Prescott und Tony Blair.
Ihre Ernennung zum Life Peer erfolgte am 19. Juli 2010 mit dem Titel Baroness Healy of Primrose Hill, of Primrose Hill in the London Borough of Camden. Im House of Lords sitzt sie im Ausschuss für HIV und AIDS im Vereinigten Königreich.
Sie ist verheiratet mit dem Unterhaus-Abgeordneten Jon Cruddas.